# Efecte Zener

La corba IV d'un díode que mostra una ruptura d'allau i una ruptura o efecte de Zener.

A l'electrònica, l'efecte Zener (emprat sobretot en el díode Zener amb el nom apropiat) és un tipus de ruptura elèctrica, descobert per Clarence Melvin Zener. Es produeix en un díode p-n polaritzat inversament quan el camp elèctric permet el túnel d'electrons des de la valència a la banda de conducció d'un semiconductor, donant lloc a nombrosos portadors minoritaris lliures que de sobte augmenten el corrent invers.

Símbol elèctric d'un diode zener

Sota un alt voltatge de polarització inversa, la regió d'esgotament de la unió pn s'eixampla, la qual cosa condueix a un camp elèctric d'alta intensitat a través de la unió. Els camps elèctrics prou forts permeten l'efecte túnel d'electrons a través de la regió d'esgotament d'un semiconductor, donant lloc a nombrosos portadors de càrrega lliures. Aquesta generació sobtada de portadors augmenta ràpidament el corrent invers i dona lloc a la conductància de gran pendent del díode Zener.
L'efecte Zener és diferent de la ruptura d'allau. La ruptura d'allau implica que els electrons portadors minoritaris a la regió de transició s'acceleren, pel camp elèctric, a energies suficients per alliberar parells d'electrons-forat mitjançant col·lisions amb electrons lligats. L'efecte Zener i l'allau es poden produir simultàniament o independentment l'un de l'altre. En general, les ruptures de la unió dels díodes que es produeixen per sota de 5 volts són causades per l'efecte Zener, mentre que les ruptures que es produeixen per sobre de 5 volts són causades per l'efecte allau. Les ruptures que es produeixen a tensions properes als 5 V solen ser causades per alguna combinació dels dos efectes. Es troba que la tensió de ruptura de Zener es produeix a una intensitat de camp elèctric d'aproximadament 3x10⁷ V/m La ruptura de Zener es produeix a les unions fortament dopades (semiconductor de tipus p moderadament dopat i de tipus n fortament dopat), que produeix una regió d'esgotament estreta. La ruptura de l'allau es produeix en unions lleugerament dopades, que produeixen una regió d'esgotament més àmplia. L'augment de la temperatura a la unió augmenta la contribució de l'efecte Zener a la ruptura i disminueix la contribució de l'efecte allau.